# Cola cecidiifolia
Cola cecidiifolia är en malvaväxtart som beskrevs av Martin Roy Cheek. Cola cecidiifolia ingår i släktet Cola och familjen malvaväxter. Inga underarter finns listade i Catalogue of Life.